# Clube de Regatas do Flamengo
|  | Aquest article tracta sobre el club de futbol de Rio de Janeiro . Vegeu-ne altres significats a «Flamengo (desambiguació)». |

El Clube de Regatas do Flamengo més conegut simplement com a Flamengo és un club poliesportiu brasiler, destacat en futbol, de la ciutat de Rio de Janeiro a l'estat de Rio de Janeiro.

## Història

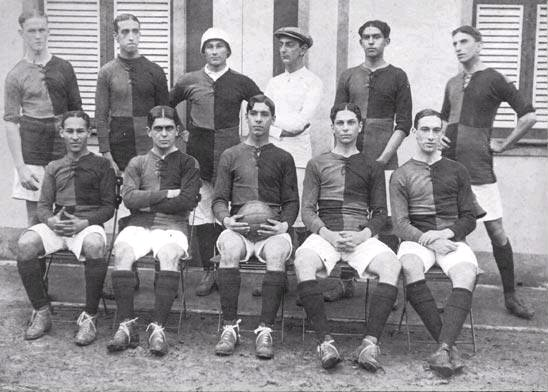
Equip del Flamengo el 1912.

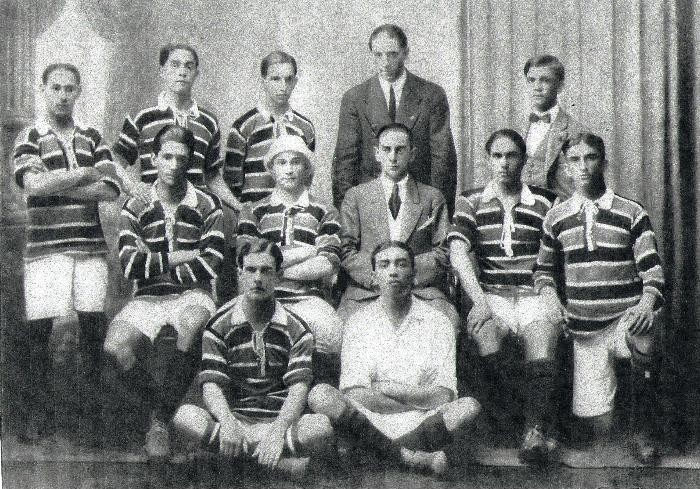
Equip del Flamengo el 1914.

El club va ser fundat el 15 de novembre de 1895 com a equip de rem per José Agostinho Pereira da Cunha, Mário Spindola, Nestor de Barros, Augusto Lopes, José Félix da Cunha Meneses i Felisberto Laport. El seu primer nom fou Flamengo Rowing Club.
La secció de futbol començà quan un grup de jugadors dissident del Fluminense Football Club abandonà el seu club d'origen per ingressar al Flamengo el 24 de desembre de 1911. El primer partit oficial fou el 3 de maig de l'any següent en què van derrotar el Mangueira per un espectacular 15 a 2. El primer derbi amb el seu gran rival, el Fluminense, fou el 7 de juliol del 1912 amb derrota per 3 a 2, o primer Fla-Flu.

## Estadi
L'estadi propietat del Flamengo és el José Bastos Padilha, també conegut com a Estádio da Gávea, que fou inaugurat el 1938 i té capacitat per a 8.000 persones. Tots els partits, però, els disputa a l'estadi de Maracaná, amb capacitat per a més de cent mil persones.

## Entrenadors destacats
- Carlinhos
- Cláudio Coutinho
- Dorival Júnior
- Flávio Costa
- Joel Santana
- Jorge Jesus
- Paulo César Carpegiani
- Mario Zagallo
- Manuel Fleitas Solich
- Modesto Bría
- Telê Santana
- Vanderlei Luxemburgo

## Jugadors destacats

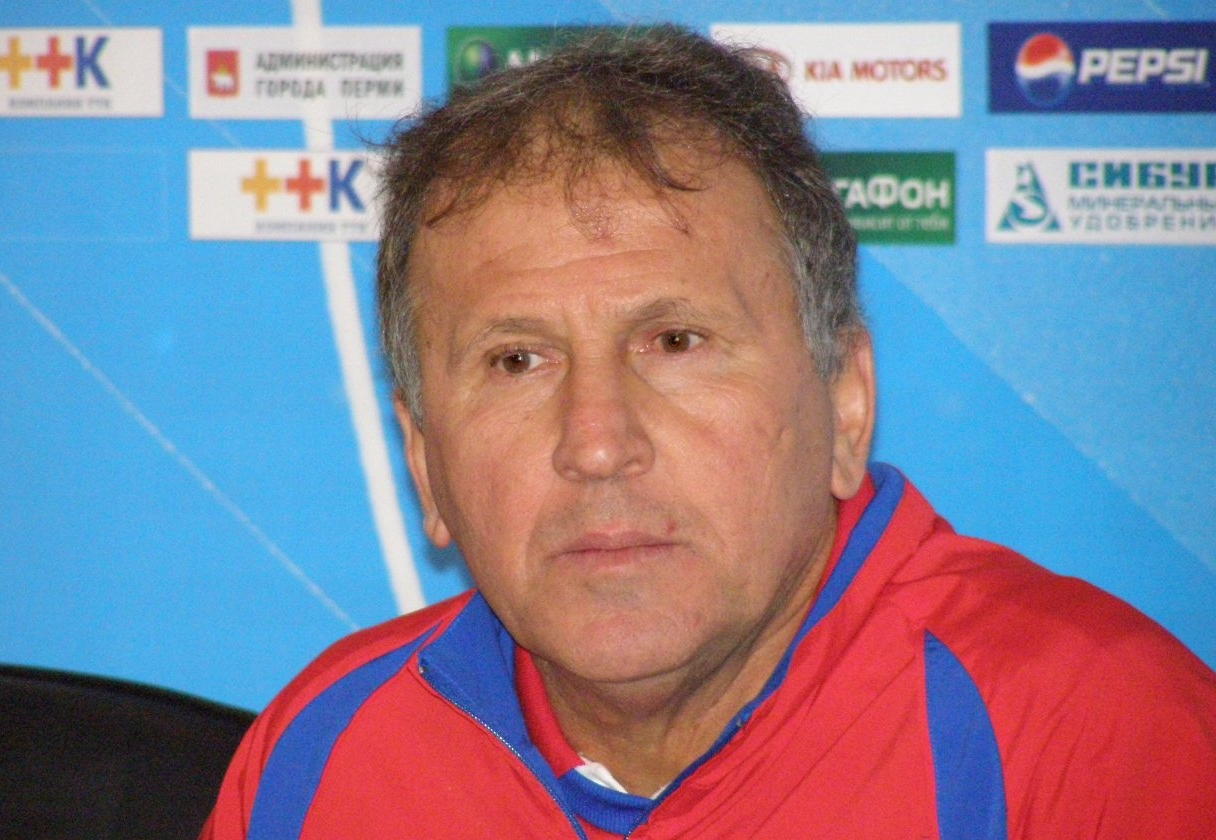
Zico jugà al Flamengo els anys 1971-83 i 1985-89.

| - Adílio - Adriano - Aldair - Andrade - Bebeto - Jorge Benitez - Biguá - Bruno Henrique - Carlinhos - Carpegiani - Eusebio Chamorro - Cláudio Adão - David Luiz - Giorgian De Arrascaeta - Dequinha - Dida - Diego Alves - Diego Ribas - Djalminha - Domingos da Guia - Narciso Doval - Edilson - Evaristo de Macedo - Éverton Ribeiro |  | - Felipe - Filipe Luís - Ubaldo Fillol - Fio Maravilha - Friedenreich - Gabriel Barbosa - Carlos Gamarra - Garrincha - Gaúcho - Gérson - Gilmar - Henrique - Índio - Jair - Joel - Jordan - Jorginho - Juan - Júlio César - Juninho Paulista - Júnior - Júnior Baiano - Leandro - Leo Moura |  | - Leonardo - Leônidas da Silva - Marcelinho Carioca - Mozer - Nunes - Paulo César - Dejan Petkovic - Pirilo - Raul Plassman - Renato Gaúcho - Francisco Reyes - Rodrigo Caio - Romário - Sávio - Sócrates - Tita - José Ufarte - Vágner Love - Agustín Valido - Carlos Volante - Mário Zagallo - Zico - Zinho - Zizinho |

## Palmarès
- 1 Copa Intercontinental de futbol: 1981
- 3 Copa Libertadores: 1981, 2019, 2022
- 1 Recopa Sud-americana: 2020
- 1 Copa Mercosur: 1999
- 1 Copa Oro: 1996
- 8 Campionat brasiler de futbol: 1980, 1982, 1983, 1987, 1992, 2009, 2019, 2020
- 4 Copa brasilera de futbol: 1990, 2006, 2013, 2022
- 1 Copa dos Campeões: 2001
- 1 Torneig Rio-São Paulo: 1961
- 1 Torneio do Povo: 1972
- 38 Campionat carioca: 1914, 1915, 1920, 1921, 1925, 1927, 1939, 1942, 1943, 1944, 1953, 1954, 1955, 1963, 1965, 1972, 1974, 1978, 1979, 1979 (especial), 1981, 1986, 1991, 1996, 1999, 2000, 2001, 2004, 2007, 2008, 2009, 2011, 2014, 2017, 2019, 2020, 2021, 2024
- 24 Taça Guanabara: 1970, 1972, 1973, 1978, 1979, 1980, 1981, 1982, 1984, 1988, 1989, 1995, 1996, 1999, 2001, 2004, 2007, 2008, 2011, 2014, 2018, 2020, 2021, 2024
- 9 Taça Rio: 1983, 1985, 1986, 1991, 1996, 2000, 2009, 2011, 2019
- 6 Torneio Início: 1920, 1922, 1946, 1951, 1952, 1959
- 1 Copa Rio: 1991

## Seccions

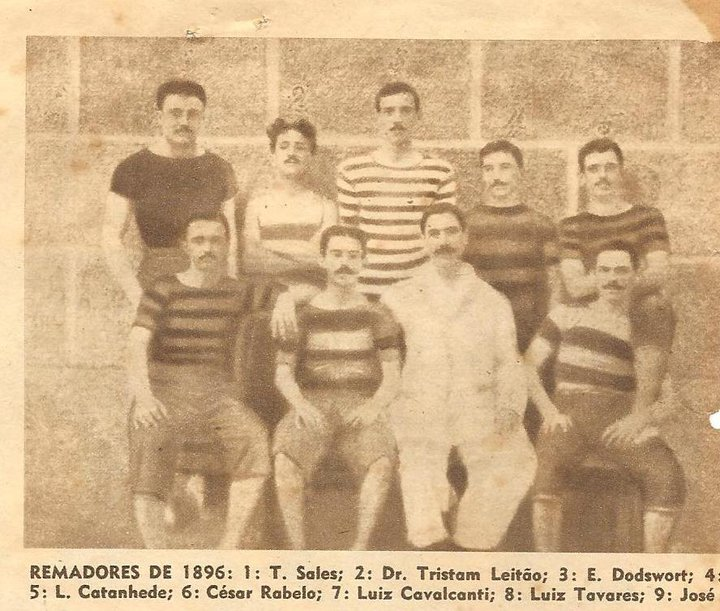
Un dels primers equips de rem del club, el 1896.

A més del rem, l'esport fundacional, i el futbol, el CR Flamengo té seccions en molts altres esports, la majoria amb força èxits. Entre ells podem destacar: Atletisme, Basquetbol, Gimnàstica artística, Judo, Natació, Voleibol, Waterpolo i Rem.